# أحمد البلادي
أحمد مطر البلادي مولود في رابغ، السعودية، هو لاعب كرة قدم سعودي.
مثل سابقاً نادي الانتصار و خاض تجربة احترافية في بلد الوليد ب الإسباني .